# Simested
Simested – miasto w Danii, w regionie Jutlandia Północna, w gminie Vesthimmerland.